# Qatar Stars League 2023/24
Die Qatar Stars League 2023/24, aus Sponsorengründen auch als Expo Stars League bekannt, war die 50. Spielzeit der höchsten Fußballliga in Katar. Die Liga startete am 16. August 2023. Organisiert wurde die Liga von der Qatar Football Association. An dem Spielbetrie nahmen zwölf Mannschaften teil. Titelverteidiger war der al-Duhail SC.

## Teilnehmende Mannschaften
| Verein         | Stadt                | Stadion                       |
| -------------- | -------------------- | ----------------------------- |
| al-Ahli SC     | Doha                 | Al-Ahli-Stadion               |
| al-Arabi SC    | Doha                 | Grand-Hamad-Stadion           |
| al-Duhail SC   | Doha                 | Abdullah-bin-Khalifa-Stadion  |
| al-Gharafa SC  | Al-Rayyan            | Al-Gharafa Stadium            |
| Al-Markhiya SC | Doha                 | Al-Markhiya Stadium           |
| al-Rayyan SC   | Al-Rayyan            | Ahmed bin Ali Stadium         |
| al-Sadd SC     | Doha                 | Jassim-Bin-Hamad-Stadion      |
| al-Shamal SC   | Madīnat asch-Schamāl | Al-Shamal SC Stadium          |
| al-Wakrah SC   | Al-Wakra             | Saoud-bin-Abdulrahman-Stadion |
| Muaither SC    | Doha                 | Al-Gharafa Stadium            |
| Qatar SC       | Doha                 | Qatar SC Stadium              |
| Umm-Salal SC   | Umm Salal            | Al-Gharafa Stadium            |

## Ausländische Spieler
| Mannschaft     | Spieler 1         | Spieler 2         | Spieler 3       | Spieler 4        | Spieler 5           | U21 Spieler         | U21 Spieler       | Nicht registrierte Spieler       | Ehemalige Spieler                     |
| -------------- | ----------------- | ----------------- | --------------- | ---------------- | ------------------- | ------------------- | ----------------- | -------------------------------- | ------------------------------------- |
| al-Ahli SC     | Ramón Arias       | Julian Draxler    | Idrissa Doumbia | Yazan Al-Naimat  | Naïm Sliti          | Robin Tihi          | Sekou Yansané     |                                  | Sofiane Hanni Danilo Arboleda         |
| Al-Arabi       | Rafinha           | Marco Verratti    | Abdou Diallo    | Omar al-Somah    | Youssef Msakni      | Mohamed Taabouni    | Simo Keddari      |                                  |                                       |
| al-Duhail SC   | Philippe Coutinho | Ibrahima Diallo   | Michael Olunga  | Kim Moon-hwan    | Lucas Veríssimo     | Isaac Lihadji       | Ibra Bamba        | Edmílson Junior Abdel Al Badaoui | Rúben Semedo                          |
| al-Gharafa SC  | Farid Boulaya     | Yacine Brahimi    | Lyanco          | Jang Hyun-soo    | Ferjani Sassi       | Seydou Sano         | Fabricio Díaz     |                                  | Yohan Boli                            |
| Al-Markhiya SC | Naby Sarr         | Yusupha Njie      | Driss Fettouhi  | Bashar Resan     | Rúben Semedo        | Abdelghani Lallam   | Naoufal Bannis    |                                  | Rochinha João Teixeira                |
| al-Rayyan SC   | Róger Guedes      | Thiago Mendes     | Shōgo Taniguchi | Achraf Bencharki | Rodrigo             | Gabriel Pereira     | André Amaro       | Sofiane Boufal Ameed Mahajna     |                                       |
| al-Sadd SC     | Baghdad Bounedjah | Guilherme Torres  | Paulo Otávio    | Mateus Uribe     | Gonzalo Plata       | Amin Hazbavi        | Ilyes Housni      | Giovani                          |                                       |
| al-Shamal SC   | Matías Nani       | Ricardo Gomes     | Jeison Murillo  | Omid Ebrahimi    | Younès Belhanda     | Omar Rafik Mohamed  | Younes El Hannach |                                  | Ali Olwan                             |
| al-Wakrah SC   | Mohamed Benyettou | Gelson Dala       | Trent Sainsbury | Hamdy Fathy      | Adam Maher          | Ayoub Assal         | Omar Salah        |                                  | Lucas Mendes                          |
| Muaither SC    | Hugo Gomes        | Ayman El Hassouni | Denis Alibec    | Tiago Leonço     | Fouad Hanfoug Saleh | Yazan al-Arab       | Nassim Benaissa   | Abdoulaye Bakayoko               | Guy Mbenza Mamadou Traoré Ramón Arias |
| Qatar SC       | Bruno Tabata      | Ben Malango       | Yohan Boli      | Badr Benoun      | Javi Martínez       | Raoul Danzabe Sanda | Ali Saoudi        |                                  | Bashar Resan                          |
| Umm-Salal SC   | Lucas João        | Victor Lekhal     | Naïm Laidouni   | Kenji Gorré      | Marouane Louadni    | Oussama Tannane     | Landing Badji     |                                  | Andy Delort                           |

## Tabelle
Stand: Saisonende 2023/24
| Pl. | Verein                 | Sp. | S  | U | N  | Tore    | Diff. | Punkte (M) |
| --- | ---------------------- | --- | -- | - | -- | ------- | ----- | ---------- |
| 1.  | al-Sadd Sports Club    | 22  | 15 | 4 | 3  | 065:210 | +44   | 49         |
| 2.  | al-Rayyan SC           | 22  | 15 | 2 | 5  | 050:260 | +24   | 47         |
| 3.  | al-Gharafa Sports Club | 22  | 13 | 5 | 4  | 053:360 | +17   | 44         |
| 4.  | al-Wakrah SC           | 22  | 11 | 5 | 6  | 040:300 | +10   | 38         |
| 5.  | al-Arabi               | 22  | 7  | 8 | 7  | 042:380 | +4    | 29         |
| 6.  | al-Duhail SC (M)       | 22  | 8  | 4 | 10 | 042:450 | −3    | 28         |
| 7.  | Umm-Salal SC           | 22  | 7  | 7 | 8  | 032:370 | −5    | 28         |
| 8.  | Qatar SC               | 22  | 7  | 4 | 11 | 039:470 | −8    | 25         |
| 9.  | al-Shamal SC           | 22  | 6  | 7 | 9  | 028:370 | −9    | 25         |
| 10. | al-Ahli SC             | 22  | 7  | 2 | 13 | 037:580 | −21   | 23         |
| 11. | al-Markhiya SC         | 22  | 5  | 3 | 14 | 020:500 | −30   | 18         |
| 12. | Muaither SC (N)        | 22  | 3  | 5 | 14 | 034:570 | −23   | 14         |

| Zum Saisonende 2023/24: |
| Meister und Qualifikation an der Gruppenphase der AFC Champions League Elite Qualifikation an der Gruppenphase der AFC Champions League Elite Qualifikation zur Play-off-Runde der AFC Champions League Elite Teilnahme an der Gruppenphase der AFC Champions League Two Qualifikation für die Relegation Abstieg in die Qatari Second Division |

| Zum Saisonende 2022/23: |                                                        |
| (M)                     | Amtierender Meister: al-Duhail SC                      |
| (N)                     | Aufsteiger aus der Qatari Second Division: Muaither SC |

### Relegation
| Datum       |                  | Ergebnis |                  |
| ----------- | ---------------- | -------- | ---------------- |
| 5. Mai 2024 | al-Markhiya SC ▼ | 1:3      | Al-Shahania SC ▲ |

## Ergebnisse
Die Kreuztabelle stellt die Ergebnisse aller Spiele dieser Saison dar. Die Heimmannschaft ist in der linken Spalte, die Gastmannschaft in der oberen Zeile aufgelistet.
| Saison 2023/24         | AHL | ARA | DUH | GHA | MAR | RAY | SAD | SHA | WAK | MUA | QAT | UMM |
| ---------------------- | --- | --- | --- | --- | --- | --- | --- | --- | --- | --- | --- | --- |
| al-Ahli SC (Katar)     |     | 1:1 | 1:2 | 1:4 | 1:4 | 0:4 | 1:9 | 1:2 | 1:0 | 4:2 | 2:4 | 1:2 |
| Al-Arabi (Katar)       | 2:3 |     | 3:3 | 0:1 | 1:2 | 2:3 | 2:2 | 1:1 | 2:1 | 4:3 | 1:0 | 1:1 |
| al-Duhail SC           | 3:5 | 2:2 |     | 1:4 | 0:0 | 3:2 | 3:1 | 3:1 | 2:3 | 4:1 | 1:1 | 0:1 |
| al-Gharafa Sports Club | 1:2 | 5:4 | 3:2 |     | 2:0 | 3:0 | 2:2 | 1:1 | 1:1 | 5:2 | 2:1 | 1:1 |
| Al-Markhiya SC         | 0:2 | 0:4 | 1:2 | 3:2 |     | 0:1 | 1:2 | 2:1 | 0:3 | 0:2 | 1:2 | 1:1 |
| al-Rayyan SC           | 4:1 | 1:0 | 2:0 | 3:4 | 6:0 |     | 4:0 | 2:1 | 3:0 | 1:0 | 1:0 | 2:2 |
| al-Sadd Sports Club    | 4:2 | 0:1 | 3:1 | 4:0 | 5:0 | 4:0 |     | 4:0 | 0:0 | 4:2 | 3:0 | 6:0 |
| al-Shamal SC           | 2:1 | 0:0 | 1:2 | 1:0 | 2:0 | 3:4 | 0:4 |     | 0:0 | 0:0 | 1:2 | 1:3 |
| al-Wakrah SC           | 3:2 | 2:4 | 2:1 | 2:4 | 1:2 | 3:2 | 0:0 | 2:2 |     | 3:0 | 1:0 | 2:1 |
| Muaither SC            | 1:1 | 2:2 | 2:5 | 0:2 | 5:2 | 0:0 | 0:2 | 2:2 | 2:4 |     | 3:5 | 1:3 |
| Qatar SC               | 1:3 | 3:4 | 4:2 | 4:4 | 4:0 | 0:3 | 1:3 | 0:2 | 1:5 | 3:2 |     | 1:1 |
| Umm-Salal SC           | 3:1 | 2:1 | 2:0 | 1:2 | 1:1 | 0:2 | 1:3 | 3:4 | 0:2 | 1:2 | 2:2 |     |

## Torschützenliste

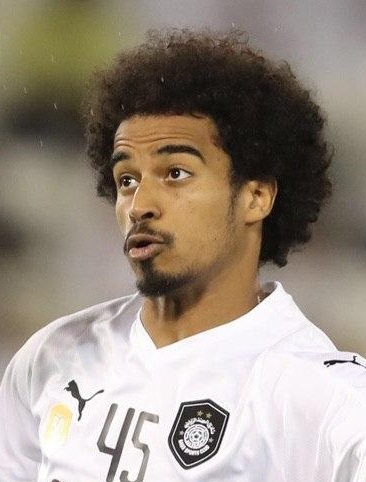
Torschützenkönig 2023/24 Akram Afif

Stand: Saisonende 2023/24
| Platz | Spieler           | Mannschaft             | Tore |
| ----- | ----------------- | ---------------------- | ---- |
| 1.    | Akram Afif        | al-Sadd Sports Club    | 26   |
| 2.    | Yacine Brahimi    | al-Gharafa Sports Club | 21   |
| 3.    | Roger Krug Guedes | al-Rayyan SC           | 19   |
| 4.    | Omar al-Somah     | Al-Arabi               | 17   |
| 5.    | Mohamed Benyettou | al-Wakrah SC           | 16   |
| 6.    | Michael Olunga    | al-Duhail SC           | 15   |
| 7.    | Yohan Boli        | Qatar SC               | 13   |
| 8.    | Ricardo Gomes     | al-Shamal SC           | 12   |
| 9.    | Achraf Bencharki  | al-Rayyan SC           | 10   |
| 9.    | Naïm Sliti        | al-Ahli SC             | 10   |
| 11.   | Kenji Gorré       | Umm-Salal SC           | 9    |
| 11.   | Youssef Msakni    | Al-Arabi               | 9    |
| 11.   | Bruno Tabata      | Qatar SC               | 9    |
| 14.   | Gonzalo Plata     | al-Sadd Sports Club    | 8    |
| 14.   | Baghdad Bounedjah | al-Sadd Sports Club    | 8    |
| 14.   | Sekou Yansané     | al-Ahli SC             | 8    |

## TOP Assists

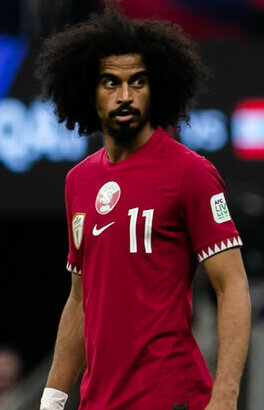
Akram Afif (2024)

Stand: Saisonende 2023/24
| Platz | Name             | Mannschaft             | Assists |
| ----- | ---------------- | ---------------------- | ------- |
| 1.    | Akram Afif       | al-Sadd Sports Club    | 11      |
| 2.    | Gabriel Pereira  | al-Rayyan SC           | 10      |
| 3.    | Yacine Brahimi   | al-Gharafa Sports Club | 9       |
| 4.    | Oussama Tannane  | al-Gharafa Sports Club | 8       |
| 5.    | Almoez Abdulla   | al-Duhail SC           | 7       |
| 5.    | Farid Boulaya    | al-Gharafa Sports Club | 7       |
| 5.    | Naïm Sliti       | al-Ahli SC             | 7       |
| 5.    | Marco Verratti   | Al-Arabi               | 7       |
| 9.    | Hassan al-Haydos | al-Sadd Sports Club    | 6       |
| 9.    | Yazan al-Naimat  | al-Ahli SC             | 6       |
| 9.    | Bashar Resan     | Qatar SC               | 6       |
| 9.    | Kenji Gorré      | Umm-Salal SC           | 6       |
| 9.    | Gonzalo Plata    | al-Sadd Sports Club    | 6       |